# Auckland Domain

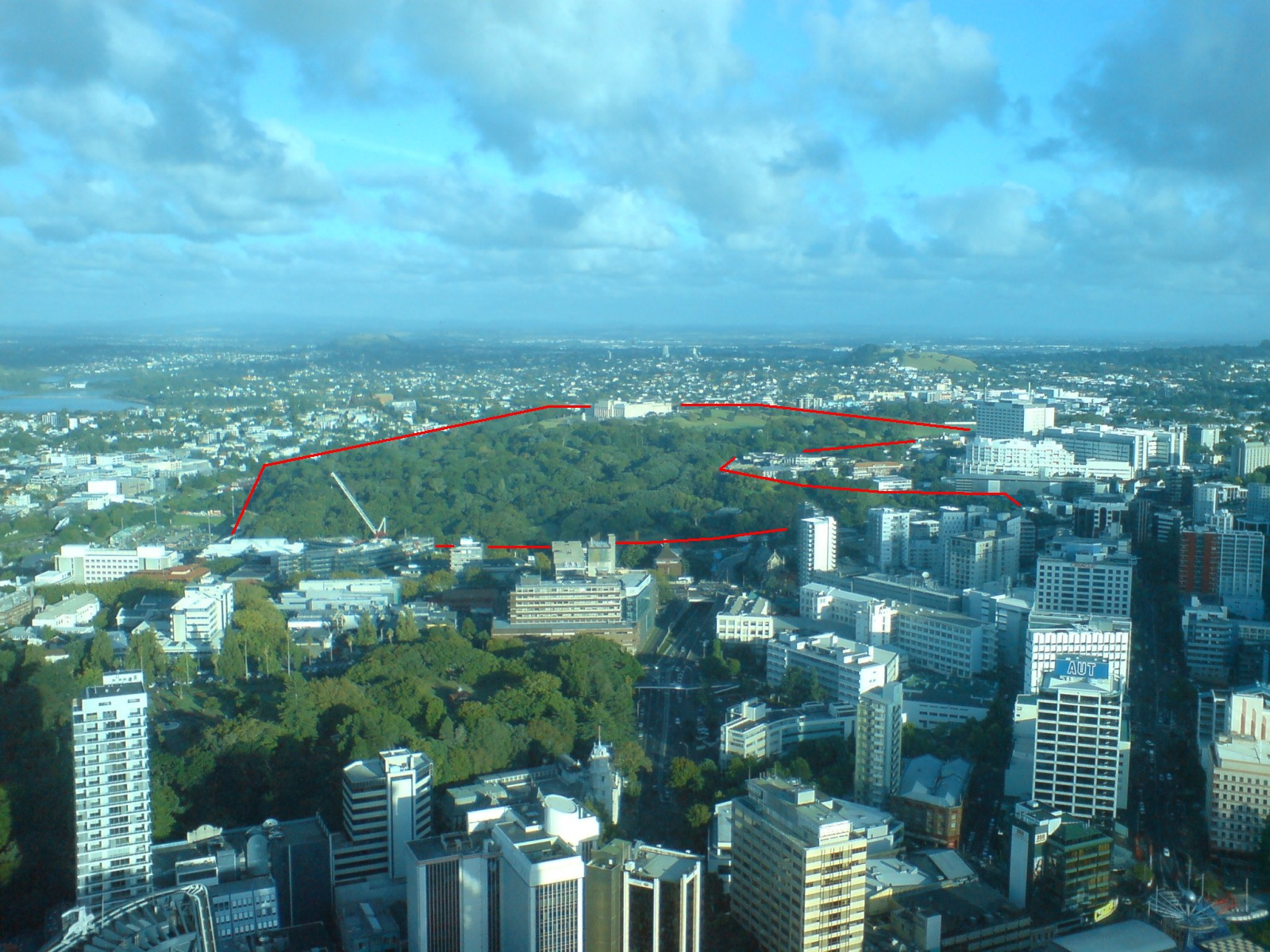
Auckland Domain vom Sky Tower gesehen, die Grenzen der Domain sind rot markiert

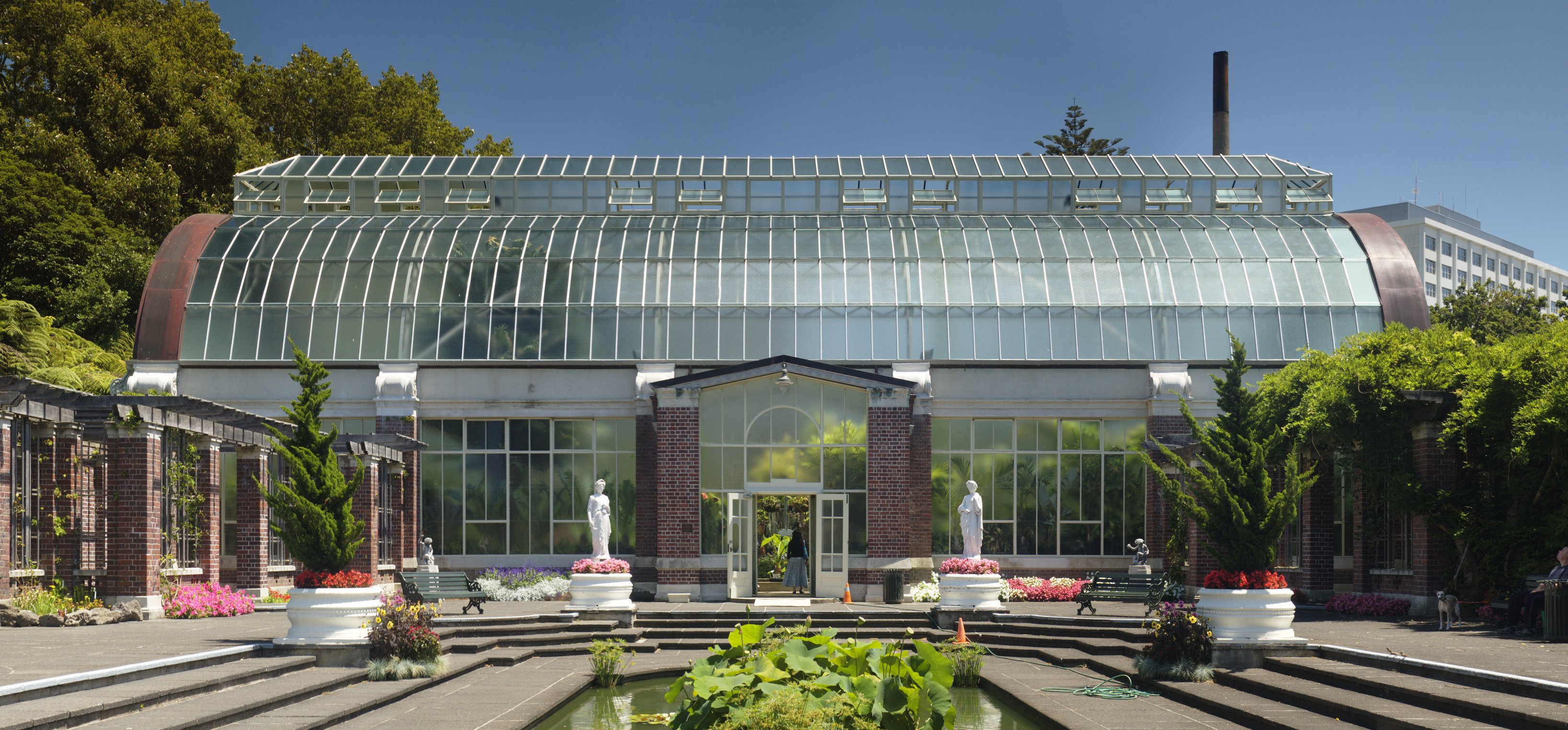
Blick vom temperierten Haus auf das Tropenhaus des Wintergartens

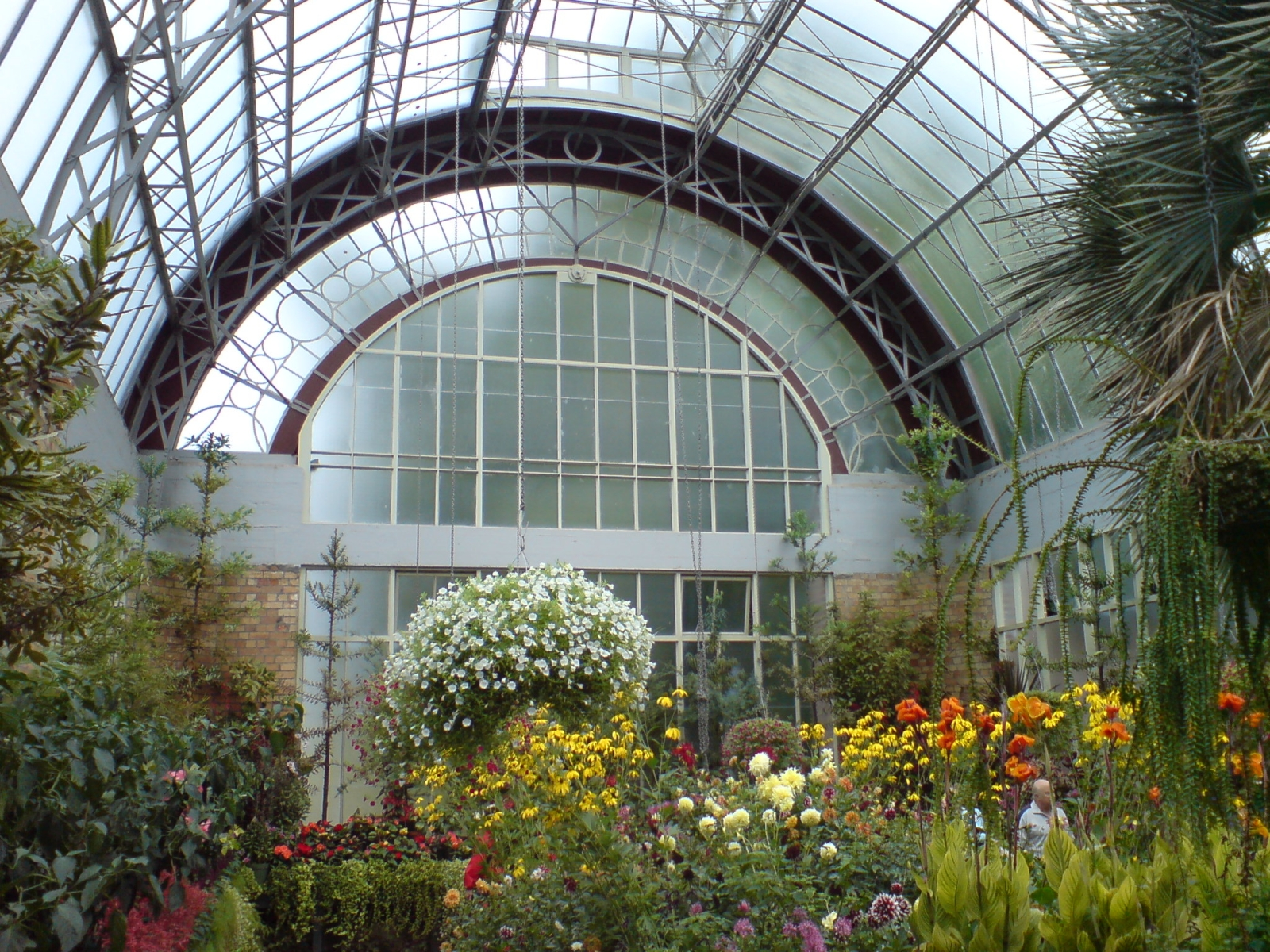
Innenansicht eines der Gewächshäuser

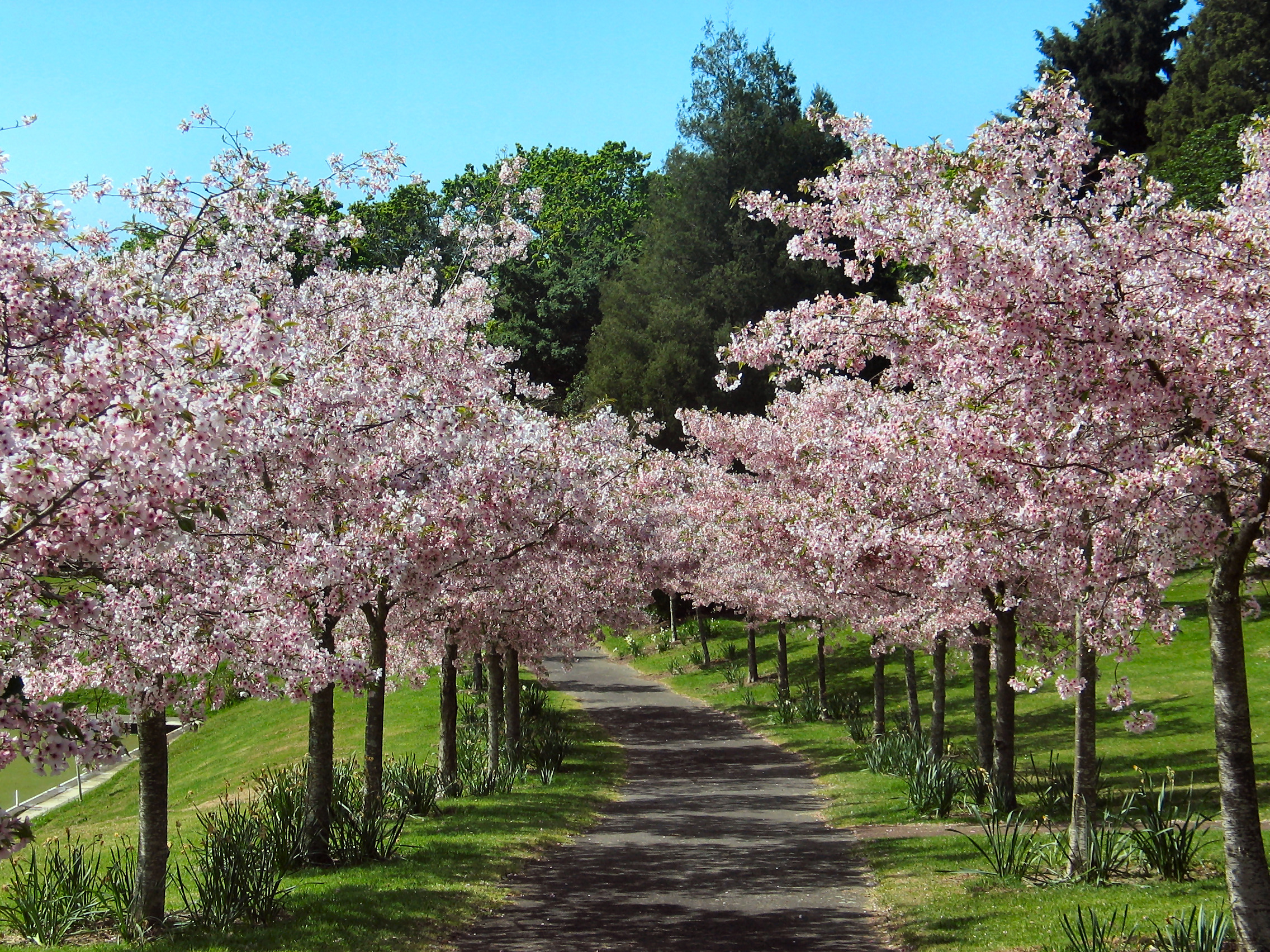
Blühender Kirschhain in der Auckland Domain

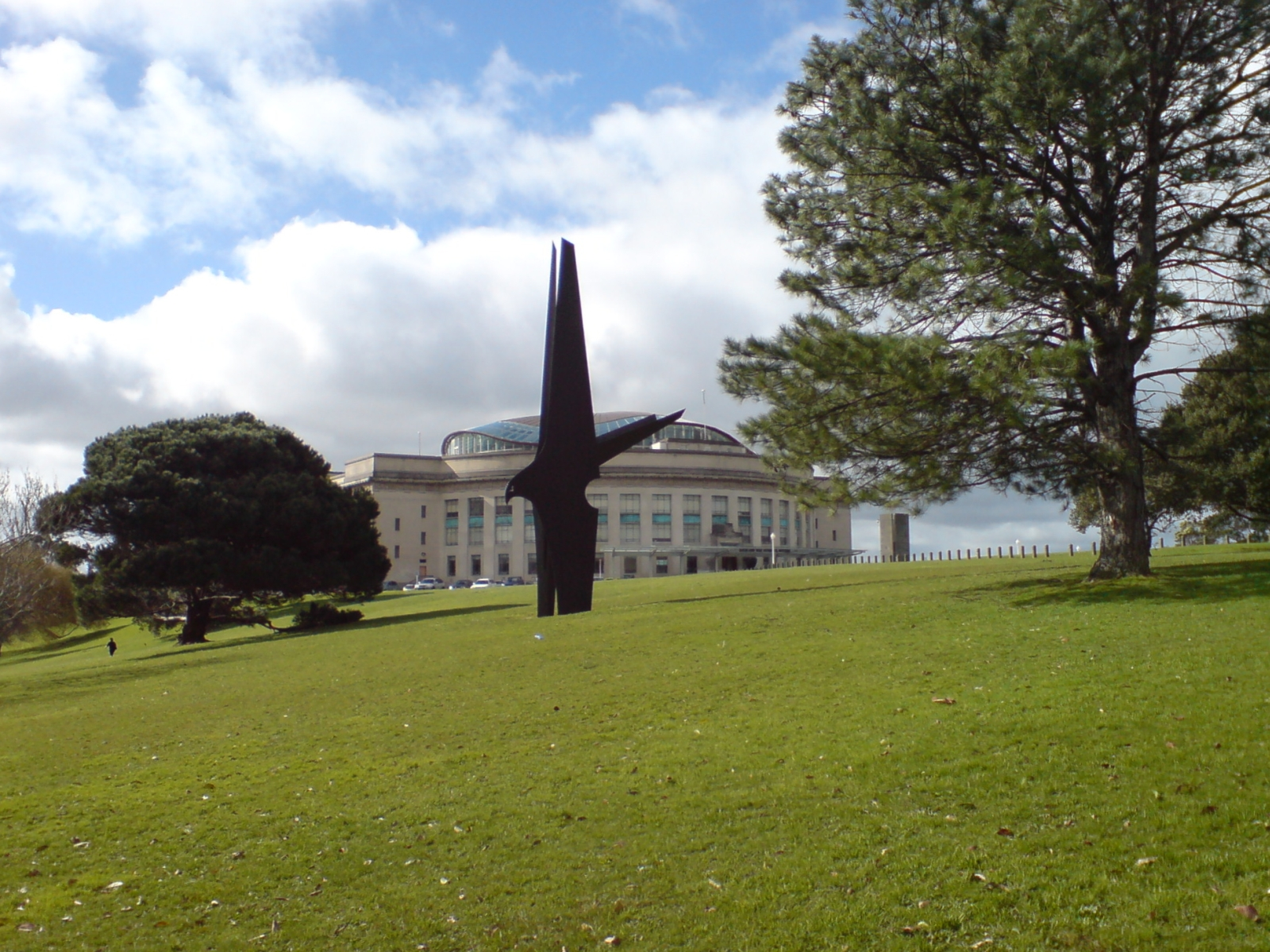
Skulptur eines Raubvogels vor dem Hintergrund des Auckland War Memorial Museum

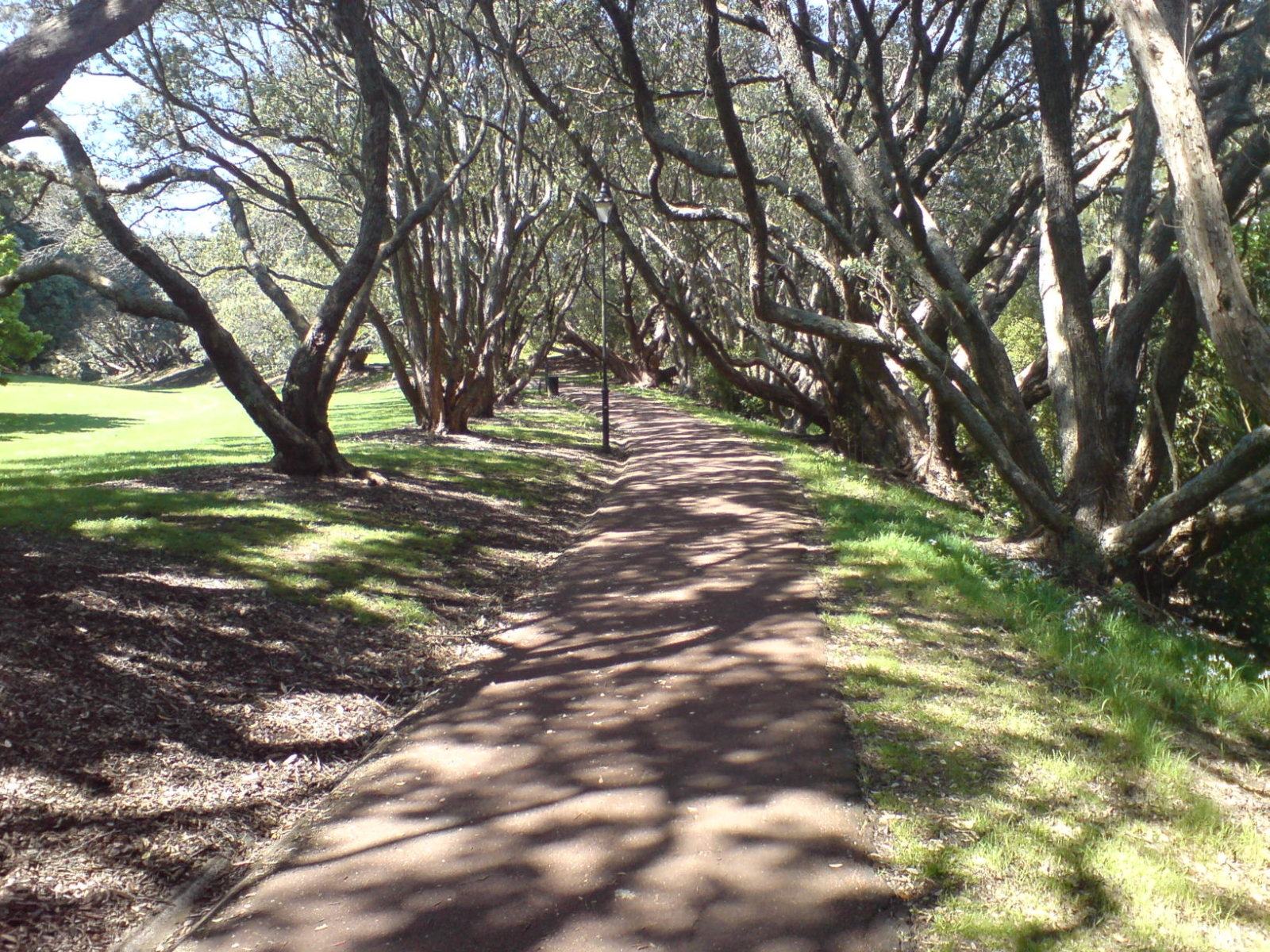
Von Bäumen beschatteter Parkweg

Die Auckland Domain ist Auckland ältester öffentlicher Park und mit einer Fläche von 75 Hektar einer der größten der Stadt. Er liegt in der Vorstadt Grafton.

## Vorgeschichte
Das Gelände umfasst den Explosionskrater und den Tuffring des erloschenen Vulkans Domain (Pukekawa). Der Vulkan ist einer der ältesten des Auckland Volcanic Field und besteht heute aus einem großen, verschütteten Explosionskrater mit umgebenden Tuffring, in dessen Mitte sich ein kleiner Schlackenkegel, der Pukekaroro, befindet.

## Geschichte

### Māori
Der wurde von den Māori frühzeitig als einer der besten Siedlungsplätze auf dem Isthmus von Auckland erkannt. Die Nordseite des Vulkankegels war gut für den Anbau von Kūmara geeignet; der Hügel selbst wurde für Lagerzwecke und für eine befestigte Siedlung (Pā) genutzt. Der Sumpf im Krater lieferte Aale und Wasser.
„Pukekawa“ bedeutet in der Sprache der Māori „Hügel der bitteren Erinnerungen“ und bezieht sich wahrscheinlich auf mehrere verlustreiche Stammeskriege zwischen den Ngāpuhi und den Ngati Whatua. Ein den Māori heiliger Totara-Baum erinnert an die Schlachten und die letztliche Beilegung der Zwistigkeiten. Er soll von Prinzessin Te Puea Hērangi gepflanzt worden sein und steht noch heute auf dem zentralen Vulkankegel.

### Europäer
Nachdem die Europäer das Land von den Ngati Whatua gekauft hatten, wurde es in den 1840er Jahren für öffentliche Zwecke reserviert. In den 1860ern waren die Quellen der Domain eine Quelle für Trinkwasser der Stadt Auckland, der Kratersumpf wurde trockengelegt und in einen Cricketplatz umgewandelt. Die Auckland Acclimatisation Society legte hier Gärten an, die sich später zu den Auckland Botanical Gardens entwickelten. Teile der damaligen Anlage einschließlich einiger Gewächshäuser aus den 1870ern existieren noch nördlich des Musikpavillons.
In den 1850ern warf der damalige Generalgouverneur Neuseelands Gore-Browne ein Auge auf das Gelände. Er beabsichtigte die Errichtung eines neuen Government House, da er sowohl von der damaligen Lage seiner Residenz im Waterloo Quadrant als auch dessen Stil – und besonders dass es nur ein Holzhaus war – wenig angetan war. Er stellte sich den Bau eines schlossartigen Baues aus Mauerwerk ähnlich dem Government House in Sydney vor. Letzteres ist ebenfalls in einen weitläufigen Landschaftspark eingebettet. Es wurden Entwürfe gezeichnet, der damalige Premierminister Frederick Weld weigerte sich jedoch, Mittel für den Bau freizugeben. So blieb die Domain öffentlich zugänglich, wie es auch ursprünglich beabsichtigt war. Eine neue Residenz für den Generalgouverneur wurde erst in den frühen 1960er Jahren am Maungawhau / Mount Eden errichtet.
In der viktorianischen Zeit wurden in der Domain zahlreiche nicht in Neuseeland heimische Pflanzen angepflanzt, die heute einen eindrucksvollen Landschaftspark bilden. Sie werden nun durch heimische Pflanzenarten ergänzt.
1898 wurde von Gorrie ein hölzerner Cricket-Pavillon für einen niedergebrannten Vorgängerbau am Cricketfeld erbaut.
Die Domain war 1910 der Ort des ersten Testspiels der Rugby League in Neuseeland, als die Mannschaft Großbritanniens die neuseeländische Mannschaft besiegte.
Im Jahre 1913 war die Domain Veranstaltungsort der Auckland Exhibition. Der Gewinn aus dieser Veranstaltung wurde in die Verbesserung der Domain investiert, vor allem in die Wintergärten neben den Ententeichen. Das Teehaus wurde als Musterhaus als Ausstellungsexponat errichtet und verblieb nach Ende der Ausstellung. Dieses Beispiel eines Landhauses im Stil der Arts and Crafts steht zwischen den Wintergärten und den Ententeichen.
In den 1920er- und 1930er-Jahren stiftete der Auckländer Geschäftsmann mehrere der Marmorstatuen auf dem Gelände der Wintergärten und die im Stil des Art déco gestalteten Eingangstore der Domain an der Park Road. Die Tore werden von einer Bronzestatue eines nackten männlichen Athleten des neuseeländischen Bildhauers Richard Gross überragt. In der Auckland Domain sind auch mehrere andere Kunstwerke wie Guy Nygans „Millennium Tree“ aufgestellt.
Dominierendes Bauwerk der Auckland Domain ist das Auckland War Memorial Museum und der ihm vorgelagerte Cenotaph. Sie stehen an erhöhter Stelle auf dem Tuffring des ehemaligen Vulkans. Das im neogriechischen Stil gestaltete Museum eröffnete 1929, der hintere Teil wurde in den 1960ern angefügt. Im Rahmen einer Renovierung und Erweiterung Mitte der 2000er Jahre wurde der Innenhof mit einer Kuppel überdeckt. Südlich vom Museum wurde 1953 ein unterirdischer Wasserspeicher für die Versorgung des Stadtzentrums von Auckland mit einem Fassungsvermögen von 18.500 m³ gebaut.
1940 sollte aus Anlass des 100. Gründungsjubiläums von Auckland eine neue Hauptstraße durch die Domain angelegt werden. Der Centennial Drive wurde vermessen und entlang seines geplanten Verlaufes Bäume gepflanzt. Die Trasse wurde jedoch nie für eine Straße verwendet und ist heute ein Fußweg zwischen den Ententeichen und der Stanley Street.
Der ehemalige Krater des Vulkans wird heute für Spielfelder genutzt. Auf dem Kraterrand gegenüber dem Museum steht der Cricketpavillon und das Auckland City Hospital. Die Auckland Domain Winter Gardens mit zwei Gewächshäusern und einem Farngarten liegen auf der Nordseite des Schlackenkegels. Der Farngarten entstand in einem alten Steinbruch im Schlackenkegel. Die Ententeiche der Domain liegen im Nordteil des Explosionskraters, dessen Rand hier von einem kleinen Bach durchbrochen wird.

## Veranstaltungen
Die Domain war Ort vieler der größten Freiluftveranstaltungen Neuseelands. In der edwardianischen Zeit wurden von hier Ballonstarts unternommen, Veranstaltungen anlässlich der Besuche der britischen Königin Elisabeth II. und des Papstes fanden statt, ebenso viele Sportveranstaltungen.
Zu den größten regelmäßigen Veranstaltungen gehören das sommerliche Weihnachtsfest „Christmas in the Park“, das in der Vergangenheit mehr als 200.000 Besucher anzog, die Open-Air-Konzerte „Symphony under the Stars“ und das „Teddybears Picnic“.